# شهرستان المنس (کارولینای شمالی)
شهرستان الامانس، کارولینای شمالی (به انگلیسی: Alamance County, North Carolina) یک سکونتگاه مسکونی در ایالات متحده آمریکا است که در کارولینای شمالی واقع شده‌است.

## خصوصیات
شهرستان الامانس ۱٬۱۲۶٫۶۵ کیلومترمربع مساحت دارد.